# 콥트 신학교
콥트 신학교(영어: Coptic Theological Seminary)는 이집트 카이로에 있는 알렉산드리아 콥트 정교회 소속의 신학기관이다. 이 학교는 2세와 3세기에 있었던 알렉산드리아 학파의 교리학교와 역사적인 연속성을 주장한다. 1893년에 다시 설립되었다.

## 같이 보기
- 알렉산드리아 학파